# Monasterio Kecharis
Kecharis es un monasterio del siglo XIII, localizado a 60 km de Ereván, en el pueblo de Tsakhkadzor, en Armenia. Anidado en las montañas Mambak, Kecharis fue fundado por un príncipe Pahlavuni en el siglo XI, y la construcción continuó hasta mediados del siglo XIII. Entre los siglos XII y XIII, Kecharis fue un gran centro religioso de Armenia, y lugar de educación superior. Hoy en día el monasterio ha sido toalente restaurado y es claramente visible desde las colinas de skí.
Terriblemente dañado en un sismo en 1927, la reconstrucción no fue iniciada por la RSS de Armenia sino hasta 1980. Varios problemas a lo largo de la nación detuvieron la reconstrucción por una década cuando azotó el Sismo Leninakan en 1988, la URSS se colapsó in 1991, la guerra en Karabaj empezó, y Armenia fue bloqueada por sus dos vecinos Turcos. Mientras Armenia se recuperaba lentamente de estas catástrofes, la reconstrucción de Kecharis finalmente re-comenzó en 1998 y la terminaron en el 2000, gracias a una donación de un benefactor armenio de Viena llamado Vladimir Harutyunian, en memoria de sus padres Harutyun y Arsenik.
- Datos: Q533496
- Multimedia: Kecharis / Q533496